# Benin Golf Air
Benin Golf Air was een luchtvaartmaatschappij uit Benin met haar thuisbasis in Cotonou.

## Geschiedenis
Benin Golf Air is opgericht in 2000.

## Diensten
Benin Golf Air voerde lijnvluchten uit naar:(april 2007)
- Abidjan, Bamako, Bangui, Brazzaville, Conakry, Cotonou, Dakar, Douala, Kinshasa, Libreville, Lomé, Malaba, Pointe Noire.

## Vloot
De vloot van Benin Golf Air bestond uit:(april 2007)
- 3 Boeing B-737-200
- 2 Boeing B-727-200F